# DOTA (螯合剂)
1,4,7,10-四氮杂环十二烷-1,4,7,10-四乙酸（简称DOTA）是一种十二元四氮杂大环配体，本质上是环楞胺中四个氮上的氢被乙酸基取代的产物。这种分子最早于1976年报道。
该物质发现时就被证明能与Ca2+和Gd3+形成已知稳定常数最大的螯合物。该配体经改进的衍生物可用作双功能螯合剂，这两种新物质于1988年首次报道。

## 衍生物
多种衍生物已为人所知，例如DOTATOC和DOTATATE。

DOTATOC是由DOTA取代一个羧基得到的。